# باشگاه فوتبال البدر بندر کنگ
باشگاه فوتبال البدر بندر کنگ یا البدر هرمزگان یک باشگاه فوتبال ایرانی است که در سال ۱۳۸۶ (۲۰۰۷) در بندر کنگ، هرمزگان تأسیس شده‌است. این تیم در سال ۲۰۱۱ با خرید امتیاز باشگاه فوتبال آریا گستر کیش فعالیت خود را در لیگ دسته دوم آغاز کرد، در سال ۲۰۱۳ به لیگ آزادگان صعود کرد ولی پس از یک سال به لیگ دسته دوم بازگشت.

## نتایج فصل به فصل
| فصل     | لیگ          | جایگاه | جام حذفی  | توضیحات |
| ------- | ------------ | ------ | --------- | ------- |
| ۲۰۱۱–۱۲ | لیگ دسته دوم | یازدهم | دور سوم   |         |
| ۲۰۱۲–۱۳ | لیگ دسته دوم | دوم    | شرکت نکرد | صعود    |
| ۲۰۱۳–۱۴ | لیگ آزادگان  | یازدهم | شرکت نکرد | سقوط    |
| ۲۰۱۴–۱۵ | لیگ دسته دوم |        |           |         |